# ジェイズファーイースト
ジェイズファーイースト株式会社（J's FAR EAST, INC）は、日本の芸能事務所。
タレントマネジメント等のプロダクション業務、イベント・ディナーショー他、タレントのキャスティング、ブッキング等のエージェント業務、その他関連業務全般を担う。プロモーター。

## 概要
1990年、株式会社小澤音楽事務所の系列会社として設立。全盛期のMr.マリックのマネジメントを行う。その後、岩本恭生やノブ&フッキーのマネジメントを行う。
1994年、ヴィーナス（読売ジャイアンツ公式マスコットガール）のマネジメントを開始。
1999年、小澤音楽事務所から独立。
2009年、ジャイアンツ ヴィーナスダンススクール運営事務局を開局。※ヴィーナス現役・OGの講師によるレッスン。

## 所属タレント
- ヴィーナス（読売ジャイアンツ公式マスコットガール）
- 浅野祥

### 業務提携
- Mr.マリック（テレビ朝日映像株式会社所属）
- 岩本恭生（ロックフィールド所属）
- 梅垣義明（WAHAHA本舗所属）
- ノブ&フッキー（アンビシャス所属）
- スギテツ（プラスギス所属）
- おかゆ